# Hyloscirtus callipeza
Hyloscirtus callipeza es una especie de anfibios de la familia Hylidae. Es endémica de Colombia.
Sus hábitats naturales incluyen montanos secos, ríos, pastos, plantaciones, jardines rurales y zonas previamente boscosas ahora muy degradadas
Está amenazada de extinción por la destrucción de su hábitat natural.